# Batkovići (gmina Nevesinje)
Batkovići (cyr. Батковићи) – wieś w Bośni i Hercegowinie, w Republice Serbskiej, w gminie Nevesinje. W 2013 roku liczyła 346 mieszkańców.